# Unione Sportiva Ravenna 1989-1990
Questa pagina raccoglie le informazioni riguardanti l'Unione Sportiva Ravenna nelle competizioni ufficiali della stagione 1989-1990.

## Stagione
Nella stagione 1989-1990 il Ravenna ha disputato il girone B del campionato di Serie C2, ottenendo l'undicesimo posto in classifica con 32 punti. Il torneo è stato vinto con 45 punti dal Varese che ha ottenuto la promozione in Serie C1, la seconda promossa è stata la Pro Sesto con 44 punti. Il presidente Leonardo Sisti pesca dal Rosarno il tecnico Fabrizio Poletti, ma anche in questa stagione la partenza del Ravenna è stata lenta e affannosa, con il conseguente cambio in panchina e l'arrivo di Marino Perani fino a marzo, poi viene di nuovo assunto l'inossidabile Gilberto Alvoni, autore della solita rimonta, che permette al Ravenna di evitare di rimanere invischiato nella lotta per non retrocedere. I tifosi giallorossi hanno avuto poche soddisfazioni, le uniche sono arrivate con l'avere sconfitto due volte la Spal in campionato. Nella Coppa Italia di Serie C proprio la Spal, prima del campionato, aveva fatto lo sgambetto al Ravenna, sconfiggendolo (2-0) al Mazza e superandolo in classifica nel girone E a sette squadre, assicurandosi così il passaggio ai sedicesimi della Coppa.

## Rosa
| N. |                   | Ruolo | Calciatore            |
| -- | ----------------- | ----- | --------------------- |
|    | Italia (bandiera) | D     | Paolo Agabitini       |
|    | Italia (bandiera) | C     | Massimiliano Artibani |
|    | Italia (bandiera) | P     | Luciano Barboni       |
|    | Italia (bandiera) | C     | Igor Bertoncelli      |
|    | Italia (bandiera) | D     | Piero D'Orazio        |
|    | Italia (bandiera) | D     | Ugo Dragone           |
|    | Italia (bandiera) | D     | Luigi Falco           |
|    | Italia (bandiera) | C     | Luciano Filippi       |
|    | Italia (bandiera) | D     | Fabio Fusconi         |
|    | Italia (bandiera) | C     | Antonino Galasso      |

| N. |                   | Ruolo | Calciatore            |
| -- | ----------------- | ----- | --------------------- |
|    | Italia (bandiera) | A     | Massimiliano Iannetti |
|    | Italia (bandiera) | A     | Biagio Lombardi       |
|    | Italia (bandiera) | A     | Giovanni Macera       |
|    | Italia (bandiera) | C     | Enrico Mendo          |
|    | Italia (bandiera) | D     | Vincenzo Mirra        |
|    | Italia (bandiera) | P     | Cesidio Oddi          |
|    | Italia (bandiera) | D     | Ivan Pazzini          |
|    | Italia (bandiera) | A     | Mauro Pernarella      |
|    | Italia (bandiera) | C     | Massimo Scardovi      |
|    | Italia (bandiera) | A     | Stefano Sgherri       |

## Risultati

### Campionato

#### Girone di andata
| Arbitro: | Freddi (Sassari) |

|                |           |  |
| Tatti 22’, 57’ | Marcatori |  |

| Arbitro: | Florio (Vasto) |

|  |           |                                           |
|  | Marcatori | 32’ Rovellini 65’ Bongiorni 80’ Tirapelle |

| Arbitro: | G. Baldas (Trieste) |

|                   |           |                  |
| Lombardi 25’, 55’ | Marcatori | 82’ Magnocavallo |

| Arbitro: | Daneluzzi (Latisana) |

|                                  |           |  |
| Cerrone 18’ (rig.) Pescatori 44’ | Marcatori |  |

| Arbitro: | Tombolini (Ancona) |

|  |           |                                 |
|  | Marcatori | 56’ Garbelli 90’ (aut.) Casadio |

| Arbitro: | Ambrosio (Milano) |

|            |           |             |
| Zanaga 21’ | Marcatori | 47’ Sgherri |

| Ravenna 29 ottobre 1989 7ª giornata | Ravenna         | 0 – 0 | Sassuolo | Stadio Bruno Benelli\| Arbitro: \| Di Renzo (Roma) \| |
| Arbitro:                            | Di Renzo (Roma) |       |          |                                                       |

| Arbitro: | Rizzo (Catania) |

|                         |           |             |
| Cicconi 40’ Putelli 49’ | Marcatori | 68’ Sgherri |

| Arbitro: | Pala (Alghero) |

|                              |           |                              |
| S. Marchetti 20’, 23’ (rig.) | Marcatori | 35’ Lombardi 77’ (rig.) Oddi |

| Arbitro: | Morgillo (Potenza) |

|                  |           |  |
| Mussa 58’ (aut.) | Marcatori |  |

| Arbitro: | D'Agostini (Roma) |

|           |           |  |
| Sambo 59’ | Marcatori |  |

| Arbitro: | Paterna (Teramo) |

|                         |           |               |
| Galasso 25’ Sgherri 40’ | Marcatori | 82’ Paraluppi |

| Cento 10 dicembre 1989 13ª giornata | Centese                      | 0 – 0 | Ravenna | Stadio Loris Bulgarelli\| Arbitro: \| De Prisco (Nocera Inferiore) \| |
| Arbitro:                            | De Prisco (Nocera Inferiore) |       |         |                                                                       |

| Arbitro: | Iannello (Pavia) |

|                     |           |  |
| Lombardi 11’ (rig.) | Marcatori |  |

| Arbitro: | G. Baldas (Trieste) |

|  |           |              |
|  | Marcatori | 58’ Lombardi |

| Arbitro: | Vasquez (Lecce) |

|              |           |            |
| Lombardi 46’ | Marcatori | 44’ Danesi |

| Arbitro: | Montesano (Napoli) |

|           |           |                               |
| Zenari 2’ | Marcatori | 16’, 83’ Lombardi 24’ Sgherri |

#### Girone di ritorno
| Arbitro: | Mattera (Roma) |

|              |           |                |
| Lombardi 31’ | Marcatori | 65’, 83’ Tatti |

| Arbitro: | Di Filippo (Chieti) |

|                                    |           |                     |
| Bongiorni 20’ Rovellini 80’ (rig.) | Marcatori | 50’ (rig.) Lombardi |

| Arbitro: | Minotti (Frosinone) |

|  |           |           |
|  | Marcatori | 50’ Mendo |

| Arbitro: | Gazzetta (Mestre) |

|            |           |              |
| Sgherri 3’ | Marcatori | 75’ Pelucchi |

| Arbitro: | Rizzo (Catania) |

|                           |           |  |
| Turrini 23’ Cavaletti 47’ | Marcatori |  |

| Arbitro: | Damiani (Brescia) |

|              |           |                       |
| Lombardi 70’ | Marcatori | 19’ Piccoli 87’ Perin |

| Arbitro: | Vasquez (Lecce) |

|               |           |              |
| Schenardi 45’ | Marcatori | 76’ Lombardi |

| Arbitro: | Puggina (Rovigo) |

|                           |           |             |
| Lombardi 11’ D'Orazio 70’ | Marcatori | 86’ Putelli |

| Arbitro: | Morgillo (Potenza) |

|                     |           |                  |
| Lombardi 28’ (rig.) | Marcatori | 17’ S. Marchetti |

| Orzinuovi 8 aprile 1990 27ª giornata | Orceana                      | 0 – 0 | Ravenna | Stadio Comunale\| Arbitro: \| De Prisco (Nocera Inferiore) \| |
| Arbitro:                             | De Prisco (Nocera Inferiore) |       |         |                                                               |

| Arbitro: | Montalcini (Crotone) |

|             |           |             |
| Sgherri 66’ | Marcatori | 83’ Baratto |

| Arbitro: | Cavanna (Roma) |

|                               |           |  |
| Allievi 11’, 76’ Polidori 24’ | Marcatori |  |

| Ravenna 6 maggio 1990 30ª giornata | Ravenna                          | 0 – 0 | Centese | Stadio Bruno Benelli\| Arbitro: \| Corbeltaldo (Bassano del Grappa) \| |
| Arbitro:                           | Corbeltaldo (Bassano del Grappa) |       |         |                                                                        |

| Arbitro: | Di Renzo (Roma) |

|          |           |  |
| Seno 87’ | Marcatori |  |

| Arbitro: | Iannello (Pavia) |

|                                       |           |               |
| D'Orazio 73’ Lombardi 85’ Filippi 90’ | Marcatori | 6’ Piccolotti |

| Arbitro: | Baldas (Trieste) |

|                    |           |                   |
| Fusconi 33’ (aut.) | Marcatori | 23’, 27’ Lombardi |

| Arbitro: | Scarfò (Reggio Calabria) |

|             |           |           |
| Sgherri 73’ | Marcatori | 2’ Zenari |

### Coppa Italia

#### Girone E
| Arbitro: | Marchese (Napoli) |

|                 |           |                                   |
| Sandri 31’, 40’ | Marcatori | 15’ Sgherri 74’ (rig.) Pernarella |

| Arbitro: | Borriello (Mantova) |

|                                       |           |                  |
| Galasso 13’ Scordino 25’ Lombardi 87’ | Marcatori | 55’ Ramella Paia |

| Arbitro: | Di Pilato (Bergamo) |

|                |           |              |
| Tavaglione 41’ | Marcatori | 80’ Lombardi |

| Arbitro: | Bignozzi (Ferrara) |

|                             |           |  |
| Pernarella 50’ Lombardi 53’ | Marcatori |  |

| Arbitro: | Brasca (Busto Arsizio) |

|                             |           |  |
| Magnocavallo 44’ Mosele 84’ | Marcatori |  |

| Arbitro: | Bernardini (Rovigo) |

|                       |           |           |
| Pernarella 74’ (rig.) | Marcatori | 40’ Ricci |